# 2e brigade expéditionnaire des Marines
2nd Marine Expeditionary Brigade
La 2e brigade expéditionnaire des Marines (2e Marine Expeditionary Brigade est une brigade du United States Marine Corps de l'armée des États-Unis. Elle fait partie de la II Marine Expeditionary Force (II MEF). Elle se présente comme une force de réponse aux crises "de taille moyenne" dans les zones d'opérations du commandement européen et du sud. Elle est capable de "fonctionner indépendamment, en tant que composante de service ou de diriger une force opérationnelle interarmées". Autonome et interopérable, la 2e Marine Expeditionary Brigade possède un mélange de commandement et de contrôle, de puissance de combat et de logistique spécialisée. Fonctionnant au sein du Marine Corps et avec le soutien de la marine américaine et d'autres services, elle peut fournir une réponse opérationnelle adaptée. 

## Unités subordonnées actuelles
- Élément de quartier général : 5e bataillon, 10e Marines
- Élément de combat au sol : équipe de combat régimentaire 8
- Élément de combat aérien : Marine Aircraft Group 40
- Élément de combat logistique: régiment de logistique de combat 2
- 2e groupe des affaires civiles

## Histoire
En 1991, le 2e MEB a effectué le premier test de la Brigade expéditionnaire maritime norvégienne (NALMEB), composée entièrement d'unités de réserve du Corps des Marines alors que l'opération Desert Storm commençait. L'exercice a été nommé Battle Griffin et a eu lieu en février – mars 1991. La force comprenait la compagnie de QG 25th Marines, le 3/25 Marines, la compagnie E du 4th Reconnaissance Battalion ainsi que le 1/14 Marine Artillery (Batteries HQ, Alpha, et Bravo). 

### Guerre en Irak
Le 2e MEB est devenu la Force opérationnelle Tarawa, commandée par le général de brigade Richard F. Natonski, pour l'opération Iraqi Freedom, et, en tant que TF Tarawa, faisait ainsi partie de l'invasion de 2003 en Irak par le I Marine Expeditionary Force. Pendant l'invasion, le 2e MEB a combattu la bataille de Nasiriyah.

### Guerre en Afghanistan
Elle est ensuite devenue la Force opérationnelle Leatherneck, commandée par le brigadier général Lawrence Nicholson lors du déploiement de 2009-2010 en Afghanistan pour la Force internationale d'assistance à la sécurité (FIAS) de l'OTAN. En 2010, la Force opérationnelle Leatherneck a dirigé l'opération Strike of the Sword et la bataille de Marjah, les plus grandes batailles depuis le début de la campagne en Afghanistan. 
Le 2e élément de commandement MEB a été réactivé le 20 novembre 2012 au Camp Lejune, en Caroline du Nord. L'unité réactivée est conçue pour être «un élément de quartier général évolutif, permanent, capable de se joindre et prêt à être déployé, qui peut également permettre l'introduction de forces de suivi si nécessaire». 

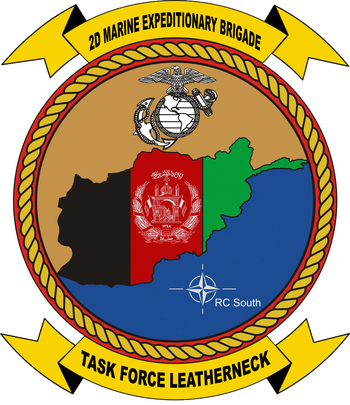
Logo TF en cuir